# Albert von Keller

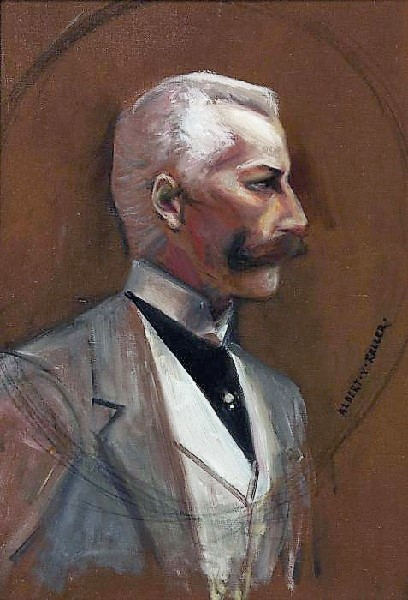
Selbstbildnis (möglicherweise)

Albert Keller

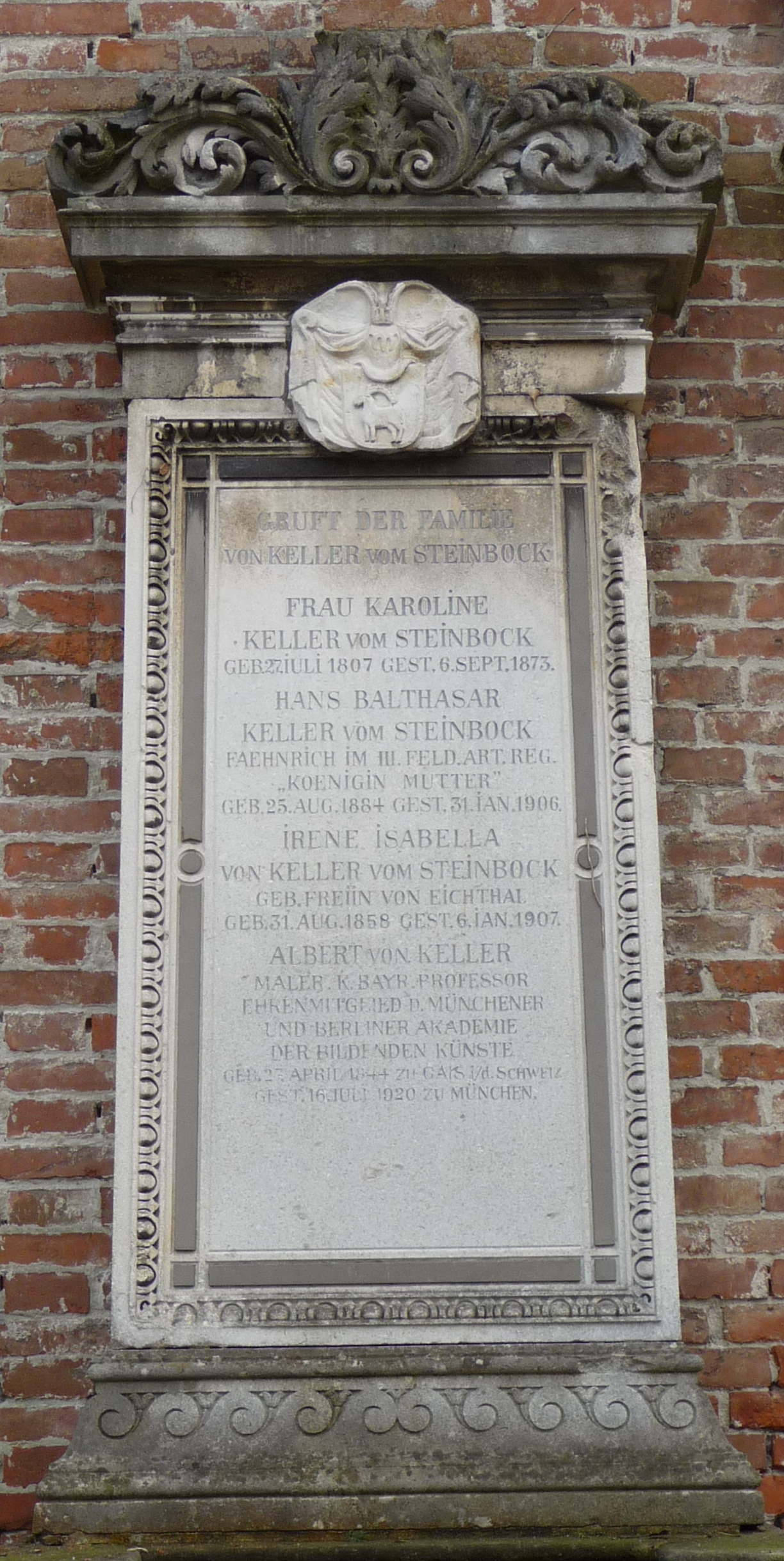
Grab von Albert Ritter Keller auf dem Alten Südlichen Friedhof in München

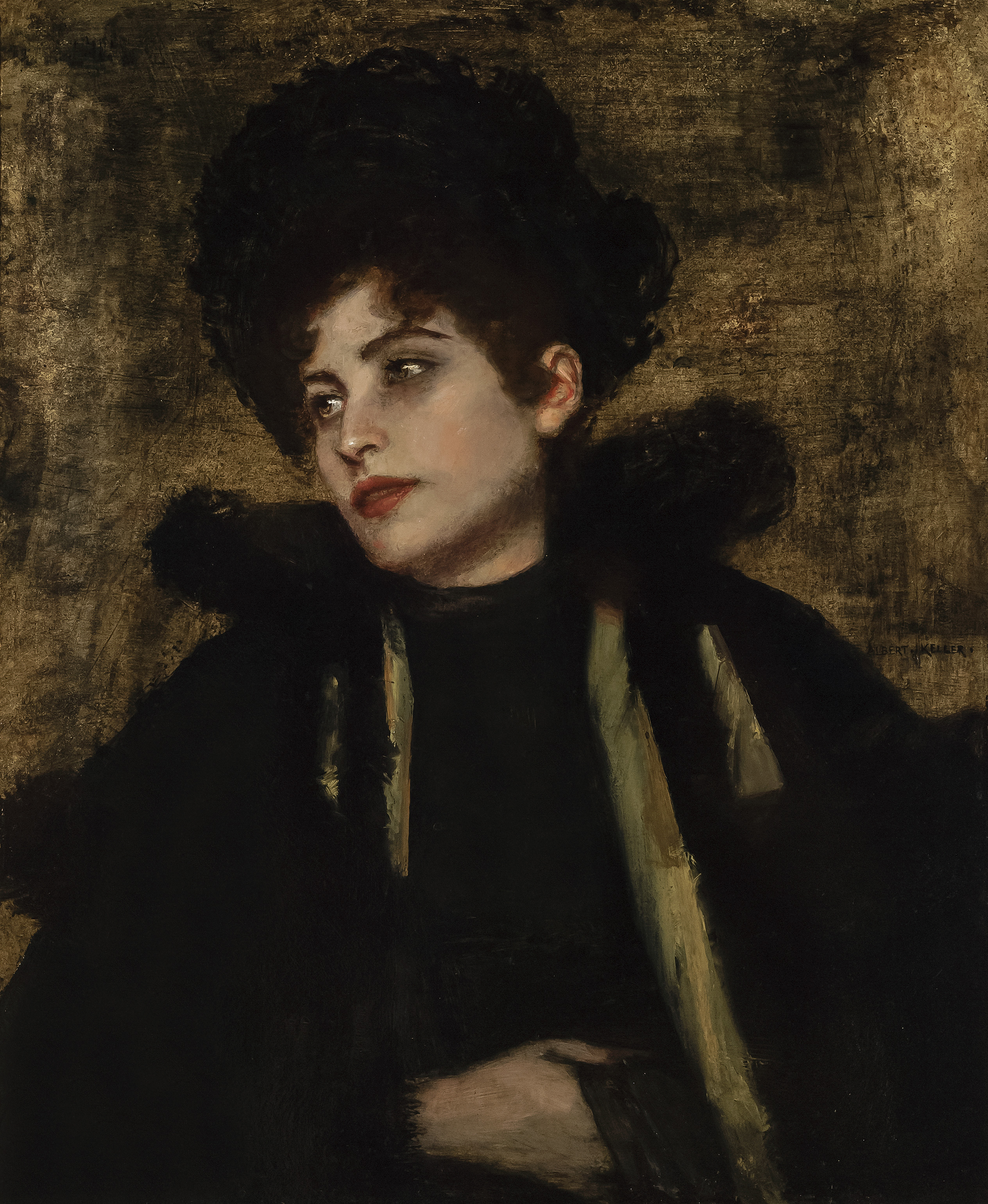
Albert von Keller: Lily Disgeistes, um 1895

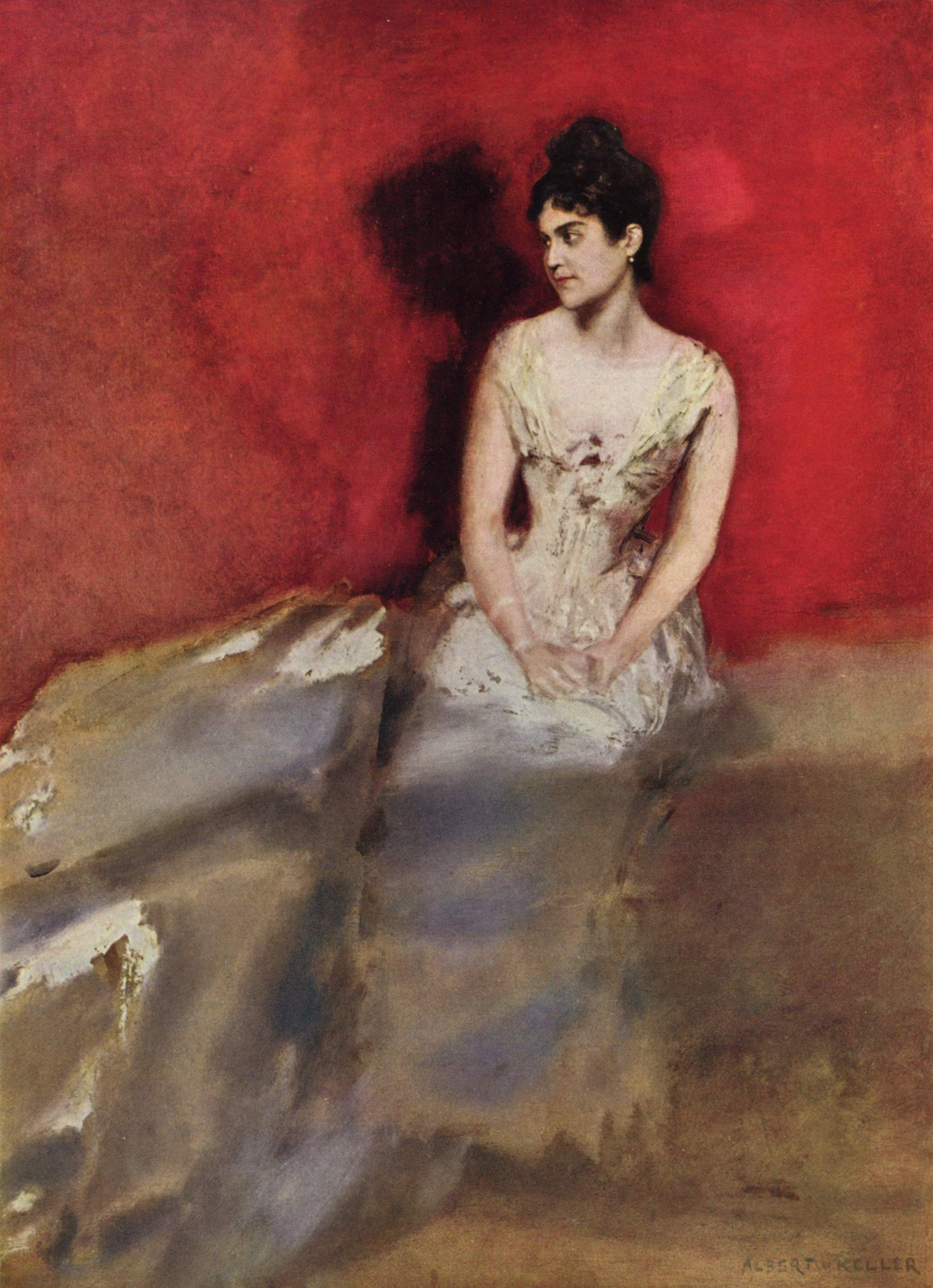
Porträt der Frau des Künstlers

Albert von Keller (* 27. April 1844 in Gais; † 14. Juli 1920 in München) war ein deutscher Maler Schweizer Herkunft.

## Leben
Keller stammte aus einem der ältesten Zürcher Patriziergeschlechter, der stauffischen Keller vom Steinbock, auch genannt zum Schlüssel oder Keller von Schwamendingen (Erhebung in den Ritterstand im 9. Jahrhundert, zweites Adelspatent „vom Steinbock“ 1487). Sein Vorfahr, Johannes Keller zum Schlüssel war einer der Gründer der Republik Zürich und deren Erster Konsul (Bürgermeister). Sein Onkel war der Rechtsgelehrte Friedrich Ludwig von Keller (1799–1860), der ab 1847 als Professor in Berlin wirkte. Er und seine Frau Ida geb. Lavater waren auch die Paten Alberts. Großvater war Felix Keller vom Steinbock, „der reiche Keller von Goldbach“ genannt.
Im Alter von drei Jahren kam Albert mit seiner Mutter nach Aufenthalten in Zürich und Aufseß (Juli 1844) nach Bayreuth (März 1847), wo er bereits die Elementarschule und die 1. Klasse des Gymnasiums besuchte und Klavierunterricht erhielt. Ende Mai / Anfang Juni 1854 erfolgte der erneute Umzug, nun nach München, wo Albert kurz vor Schuljahresende in die 1. Klasse des Münchner Maximiliansgymnasium eintrat. Zusätzlich zu der verpflichtenden Sprachenfolge am Gymnasium – Latein, Griechisch und Französisch, besuchte er den Wahlunterricht Italienisch und bildete sich auch musikalisch weiter. 1863 schloss er erfolgreich mit dem Abitur ab. Er studierte ab dem Wintersemester 1863/64 Rechtswissenschaften an der Münchner Universität und wurde Mitglied des Corps Isaria.
Ab 1865 widmete er sich auf den Rat Ludwig von Hagns und Arthur Georg von Rambergs ganz der Malerei, war jedoch nur vorübergehend an der Münchner Akademie der bildenden Künste eingeschrieben. 1867 bis 1872 arbeitete Keller in einem Atelier in der Sophienstraße, nahe dem Alten Botanischen Garten in München, 1872 (/bis 1884) wechselte er in das Rückgebäude Schwanthalerstraße 25 und – nach einem Parisaufenthalt 1882/83 im Rückgebäude Kaulbachstraße 33, das zum Anwesen der Kaulbach-Villa gehörte. Ab 1911 nutzte er ein zweites Atelier in der Theresienstraße 148.
1878 heiratet er Irene Freiin von Eichthal (* 31. August 1858; † 6. Januar 1907), eine Urenkelin des königlich-bayerischen Hofbankiers Aaron Elias Seligmann, Freiherr von Eichthal. In rund vierzig Portraits ist Irene von Eichthal verewigt. Nachdem ein erster Sohn aus der Ehe 1880 kurz nach der Geburt verstorben war, wurde 1884 der Sohn Balthasar geboren, bei dessen Taufe Franz von Lenbach Pate stand. Auch diers Sohn verstarb 1906 erst elfjährig.
Albert von Keller erhielt 1887 die Ernennung zum Professor und 1897 das Ritterkreuz des Verdienstordens der Bayerischen Krone mit der Berechtigung, den Adelstitel zu führen. Er war Gründungsmitglied des Münchner Künstlervereins Allotria, Gründungsmitglied der Münchner Secession (der er von 1904 bis 1920 als stellvertretender Präsident vorstand) und der Freien Vereinigung der XXIV sowie Vorstandsmitglied im Deutschen Künstlerbund. Vor der ersten Ausstellung des DKB 1904 wurde Keller von den Münchener Sezessionisten zum Vizepräsidenten unter Hugo Freiherr von Habermann gewählt und war dann im Königlichen Ausstellungsgebäude am Königsplatz in Saal 10 mit sechs Gemälden vertreten, darunter drei Bilder von Magdeleine Guipet, der sogenannten Traumtänzerin.

## Grabstätte
Die Grabstätte von Albert von Keller, seiner Frau Irene und dem Sohn Baltasar befindet sich auf dem Alten Südlichen Friedhof in München (Neu Arkaden Platz 23 bei Gräberfeld 27) Standort.

## Werk
Außer durch seine akademischen Studien hatte sich Keller an Arbeiten italienischer Meister, vor allem Veroneses, orientiert. In seiner Malerei setzte er sich unter anderem mit dem Werk von Hans Makart, Arnold Böcklin und Franz von Lenbach auseinander. Nach einer gewissen Nähe zur akademischen Salonmalerei, kam er über den Kontakt zum Impressionismus, vor allem jedoch zur Malerei seines lebenslangen Freundes Hugo von Habermann zu einem expressiven Stil. Er malte Interieurs und Gesellschaften, Portraits und Akte im grossen Stil und Format. Nachdem er 1866 Mitglied der Psychologischen Gesellschaft geworden war, beschäftigte er sich auch mit mystisch-okkulten und religiösen Themen wie z. B. der Auferweckung der Tochter des Jairus, an dem er von 1877 bis 1886 arbeitete. Ab 1869 war Keller Mitaussteller im Königlichen Glaspalast und im Münchner Kunstverein, ab 1873 Mitglied des Künstlervereins „Allotria“. Nach einem Besuch des Seebades in Wyk auf Föhr entstand 1872 ein erstes Meisterwerk. Den künstlerischen Durchbruch erlangte er im Jahre 1873 mit dem Gemälde Chopin (Neue Pinakothek, München), für das er in Wien eine Medaille erhielt.
Das gesamte Œuvre Albert von Kellers durchzieht die Darstellung von Frauen. Das Spektrum reicht von der Aktdarstellung bis zum konventionellen Auftragsportrait, so auch der russischen Zarin Alexandra Feodorowna. Dabei bildete vor allem in seinem späten Werk die Wiedergabe mondäner Frauen in prunkvoller Umgebung mit lasziven Posen fast ein eigenes Sujet. Sein kunstvoll ausgestattetes Münchner Domizil diente hierbei als Hintergrundmotiv.
Im Februar 1905 zeigte der Münchner Kunstverein eine Sammelausstellung seiner Arbeiten; 1908 ehrte die Münchner Secession Albert von Keller mit einer rund 150 Gemälde umfassenden Retrospektive. 1914 fanden bei der Neuordnung der Neuen Pinakothek in München zwanzig Gemälde des Künstlers Eingang in die Dauerausstellung.
Seine Bilder wurden bereits zu seinen Lebzeiten in zahlreichen Publikationen veröffentlicht, so auch in der Zeitschrift Jugend. Um seine Wertschätzung zu seiner neuen bayrischen Heimat zum Ausdruck zu bringen, schrieb er sich, unüblich für einen Schweizer Patrizier, fortan Albert Ritter von Keller.

## Bildnis
- Leo Samberger: Bildnis Albert von Keller; Abbildung: Die Kunst I, 1900, S. 166.

## Ehrungen
- 1873: Kunstausstellung der Wiener Weltausstellung (Medaille)
- 1883: Münchner Kunstausstellung (Medaille)
- 1886: Berliner Kunstausstellung (Medaille)
- 1887: Titel eines königlichen Professors
- 1889: Medaille 1. Klasse der 4. Internationalen Kunstausstellung in München. Kommandeurkreuz des spanischen Ordens Isabellas der Katholischen
- 1889 und 1900: Pariser Kunstausstellung (Pariser Salon): Ritterkreuz der Ehrenlegion und Bronzemedaille
- 1890: bayerischer Verdienstorden vom Hl. Michael 4. Klasse
- 1891: London, Deutsch-nationale Sommerausstellung: Medaille 1. Klasse
- 1891: Berlin: 2. Goldene Medaille; Ehrenmitglied der Berliner Akademie für Bildende Künste
- 1896: Verdienstorden 3. Klasse durch Prinzregent Luitpold von Bayern
- 1897: Ritterkreuz des Verdienstordens der Bayerischen Krone; ab 1898: Berechtigung, den Adelstitel zu führen
- 1902: Offizierskreuz der Ehrenlegion (Paris)
- 1910: russischer Sankt-Stanislaus-Orden
- Ehrenmitglied der Münchner Akademie für Bildende Künste